# Salhate Djamalidine
Salhate Djamalidine (* 23. Dezember 1978 in Nanterre, Frankreich) ist eine ehemalige komorische Leichtathletin, die sich auf den Hürdenlauf und Sprint spezialisiert hatte.

## Biografie
Salhate Djamalidine trat bei den Olympischen Spielen 2004 in Atlanta über 400 Meter Hürden an, schied jedoch im Vorlauf aus. Sie hält die nationalen Freiluftrekorde über 800 Meter und 400 Meter Hürden. In der Halle ist sie Rekordhalterin der Komoren über 400 und 800 Meter.